# 巴布斯克
巴布斯克（波蘭語：Babsk）是一個位於波蘭中部的村莊，坐落在拉瓦-瑪佐維卡和之間。在行政區劃上，它屬於羅茲省、拉瓦-瑪佐維卡縣、比亞娃-拉夫斯卡社區。根據2005年資料，此村莊的人口數為690人。這個村莊是14世紀時被創立的。

## 外部連結
- （波兰語） Babsk
- 地圖 （页面存档备份，存于）

51°50′N 20°21′E / 51.833°N 20.350°E